# Lycée français Jules-Verne
Pour les articles homonymes, voir Lycée Jules-Verne.
Le lycée français Jules-Verne est un lycée français situé à Fraijanes, Guatémala.
Créé en 1967, le Lycée français Jules-Verne n’a cessé de croître depuis, et ses effectifs atteignent aujourd’hui quelque 900 élèves : des jeunes Français et Guatémaltèques mais aussi des élèves d’autres nationalités.

## Description
Il fait partie des 494 établissements français du réseau AEFE (Agence pour l'enseignement français à l'étranger) dans le monde. Reconnu et homologué par l’éducation nationale française, le lycée français Jules-Verne est aussi un lieu où convergent diverses cultures influençant, par conséquent, sa vie et son fonctionnement : France, Amérique latine, Amérique du nord, etc.
Son principal objectif est l’enseignement de la langue et de la culture française, en parfaite symbiose avec la langue et la culture guatémaltèque. C’est ainsi, avec une vision plus approfondie des langues, que le lycée français Jules-Verne se définit comme un centre éducatif biculturel doté de caractéristiques propres permettant à ses élèves d’acquérir des capacités d’autonomie, une meilleure ouverture d’esprit et une méthodologie les préparant efficacement pour leurs études supérieures.

## Historique
Fondé en 1967, le lycée français Jules-Verne n’était alors que « la Petite École » de l’Alliance française. 1969 sera le tournant permettant de structurer l’établissement sous sa forme actuelle. C’est à cette époque en effet que le ministère de l’Éducation nationale guatémaltèque reconnut le programme dispensé par l’établissement. C’est aussi en 1969 que l’association de parents, alors gestionnaire, discuta du nom que porterait l’établissement. Une conférence sur Jules Verne, de David Weckselmann, alors directeur de l’Alliance française, et le départ d’Apollo 11 vers la Lune, firent basculer la balance : ce serait le « Jules-Verne ».
Le 6 juillet 1973, le ministère de l’Éducation nationale guatémaltèque valida le fonctionnement du Primaire. C’est à partir de ce moment que furent obtenues les autorisations académiques locales pour l’enseignement jusqu’au baccalauréat.
Depuis 1977, année de sa fondation, le propriétaire légal de l’établissement est l’« Association culturelle Jules-Verne », constituée pour patronner, établir et administrer des établissements scolaires renforçant les liens entre le Guatemala et la France. Entité culturelle à but non lucratif, dont les membres sont tous bénévoles, elle s’efforce, en tant que gestionnaire et représentant légal du lycée français Jules-Verne, de mettre en œuvre tous les moyens permettant la bonne marche de l’établissement et l’excellence de la formation des élèves.

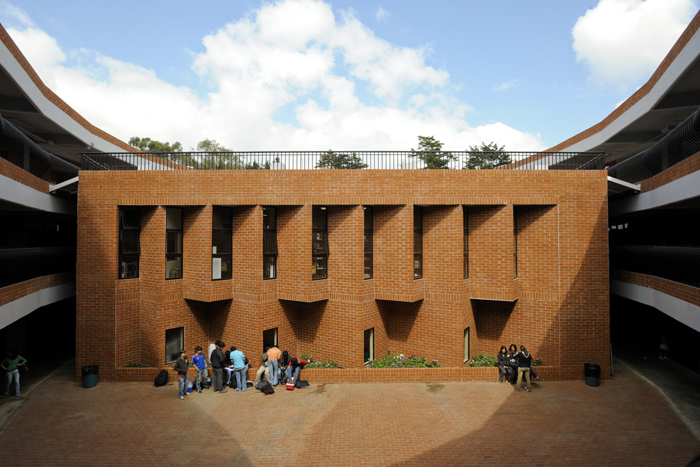
Nouveaux bâtiments du lycée

Après deux déménagements, conséquence naturelle de son développement, de nouvelles installations furent construites dans la zone 10 de la capitale, où l’établissement s’installa en 1988 pour 20 ans. Pendant ces années, la structure s’est encore agrandie de deux classes par niveau, jusqu’à atteindre un effectif de plus de 750 élèves. Ce sont les années où la qualité de l’enseignement donna ses premiers fruits avec l’entrée des jeunes bacheliers dans plusieurs universités. Ce sont aussi les années où les premiers anciens élèves, devenus adultes, scolarisèrent leurs enfants, reconnaissant ainsi le système de formation. Le développement naturel, le projet pédagogique et l’évolution de la qualité de l'enseignement dans les années à venir, ont à nouveau conduit à déménager, puis emménager, en janvier 2009, dans de nouvelles installations adaptées à ses besoins actuels et futurs.
À cette date, 30 promotions de baccalauréat guatémaltèque en Sciences et Lettres (validé en classe de Première) et 26 promotions de baccalauréat français peuvent témoigner de l'expérience et de la qualité de l’enseignement dispensé au « Jules-Verne ».

## Résultats

### Baccalauréat français
Les résultats du baccalauréat 2011
| Série  | Nombre de candidats | Admis | %   | Mention Très bien | Mention Bien | Mention Assez bien | Total mentions |
| ------ | ------------------- | ----- | --- | ----------------- | ------------ | ------------------ | -------------- |
| L      | 4                   | 4     | 100 | 0                 | 0            | 4                  | 4              |
| ES     | 15                  | 15    | 100 | 0                 | 0            | 6                  | 6              |
| S      | 19                  | 19    | 100 | 2                 | 4            | 6                  | 12             |
| Totaux | 38                  | 38    | 100 | 2                 | 4            | 16                 | 22             |

- Pourcentage de mentions Très bien : 5 % des élèves présentés
- Pourcentage de mentions Bien : 10 % des élèves présentés
- Pourcentage de mentions Assez bien : 42 % des élèves présentés
- Pourcentage total de mentions : 57 % des élèves présentés
- Pourcentage total d'admis : 100 % des élèves présentés

### Diplôme national du brevet
Les résultats du brevet en 2015
| Nombre de candidats | Admis (en %) | Mentions (en %) |
| ------------------- | ------------ | --------------- |
| 51                  | 100          | 94.2            |